# Bibliotheca Ulpia
Bibliotheca Ulpia, även Bibliotheca Templi Traiani, var ett bibliotek på Trajanus forum i antikens Rom. Det var uppkallat efter kejsar Trajanus, vars fullständiga namn var Marcus Ulpius Traianus, och invigdes år 114 e.Kr. Biblioteket bestod av två byggnader, belägna på ömse sidor av Trajanuskolonnen, en med grekiska och en med latinska bokrullar. I båda biblioteksbyggnaderna fanns läsesalar och på väggarna fanns byster föreställande berömda författare.
I Bibliotheca Ulpia förvarades även praetorernas edikt, kejsarnas påbud och Libri lintei, de så kallade linneböckerna.